# یادگیری ماشین کوانتومی

الگوریتم های کوانتومی و کلاسیک

یادگیری ماشین کوانتومی، استفاده از الگوریتم های کوانتومی در برنامه های یادگیری ماشین است. معمولترین استفاده از این واژه به الگوریتم‌های یادگیری ماشین برای تجزیه و تحلیل داده‌های کلاسیک اجرا شده بر روی یک کامپیوتر کوانتومی، یعنی یادگیری ماشین کوانتومی پیشرفته اشاره دارد.
الگوریتم‌های یادگیری ماشین برای محاسبه مقادیر بسیار زیاد اطلاعات استفاده می‌شوند، درحالی که یادگیری ماشین کوانتومی از کیوبیت‌ها و عملیات های کوانتومی یا سیستم‌های کوانتومی تخصصی برای بهبود سرعت محاسبات و ذخیره‌سازی داده‌ها توسط این الگوریتم‌ها در یک برنامه استفاده می‌کند. این شامل روش‌های ترکیبی ای که هم شامل پردازش کلاسیک و هم پردازش کوانتومی است می‌شود، که در آن زیر روال‌هایی که از نظر محاسباتی دشوار است به یک دستگاه کوانتومی واگذار می‌شوند. این روال‌ها می‌توانند ماهیت پیچیده‌تری داشته باشند و در رایانه‌های کوانتومی سریع‌تر اجرا شوند. علاوه بر این، الگوریتم های کوانتومی را می توان به جای داده های کلاسیک برای تجزیه و تحلیل حالت های کوانتومی نیز استفاده کرد.
اصطلاح «یادگیری ماشین کوانتومی»  با روش‌های یادگیری ماشین کلاسیک به کار رفته در داده‌های تولید شده از آزمایش‌های کوانتومی ( یادگیری ماشینی سیستم‌های کوانتومی ) مانند یادگیری انتقال فاز یک سیستم کوانتومی یا ایجاد آزمایش های کوانتومی جدید نیز مرتبط است. یادگیری ماشین کوانتومی همچنین به شاخه ای از تحقیقات گسترش می یابد که شباهت های روش شناختی و شباهت های ساختاری بین سیستم های فیزیکی خاص و سیستم های یادگیری، به ویژه شبکه های عصبی را بررسی می کند. به عنوان مثال، برخی از تکنیک های ریاضی و عددی از فیزیک کوانتومی برای یادگیری عمیق کلاسیک و بالعکس قابل استفاده هستند. علاوه بر این، محققان مفاهیم انتزاعی بیشتری از نظریه یادگیری را با توجه به اطلاعات کوانتومی، که گاهی اوقات به عنوان "نظریه یادگیری کوانتومی" نامیده می شود، بررسی می کنند. 